# Germanske sprog
 "Germansk" omdirigeres hertil. For andre betydninger af Germansk, se Germansk (flertydig).
De germanske sprog er en sprogfamilie under den indoeuropæiske sprogæt og omfatter de
- 1. nordgermanske eller nordiske sprog: dansk, svensk, norsk, færøsk og islandsk;
- 2. Vestgermanske sprog: engelsk og skotsk, frisisk, nederlandsk (inkl. flamsk), afrikaans og tysk;
- 3. Østgermanske sprog: gotisk (uddødt). [1]

Sprogene er kendetegnet ved en række fælles sprogforandringer, som sprogene gennemgik i udviklingen fra proto-indoeuropæisk til proto-germansk, herunder den germanske lydforskydning og den Vernerske veksel.

## Historie
"Germanere" var romernes betegnelse for de folkeslag, der boede uden for Romerrigets grænser ved Rhinen og Donau, og som adskilte sig kulturelt og sprogligt fra kelterne (på latin Galli, "gallerne"), der boede inden for Romerrigets grænser. Germanernes kerneland menes at være det nordlige Tyskland, Danmark og Sydskandinavien. I århundrederne op mod Kristi fødsel spredte det germanske sprog sig sydpå og vestpå.
I folkevandringstiden spredte germansktalende folkeslag sig over hele det gamle Romerrige: goterne erobrede Italien og Spanien, longobarderne Norditalien (Lombardiet), frankerne Gallien (der efter dem kom til at hedde Frankrig) og anglerne og sakserne Britannien. Med undtagelse af Britannien smeltede de germanske erobrere imidlertid snart sammen med de lokale befolkninger og overtog deres sprog.
Grænsen mellem germansk ("tysk") og romansk ("vælsk") gik i middelalderen omtrent som i dag. I løbet af middelalderen bredte germansk sig også langt mod øst, men i det 20. århundrede blev den østlige sproggrænse flyttet tilbage til floderne Oder og Neiße. Den største ekspansion oplevede den germanske sprogfamilie på de britiske øer, idet engelsk er blevet hovedsproget i Nordamerika (i den sydlige del dog med voksende konkurrence fra spansk), Australien og New Zealand og som almindeligt samkvemssprog i flere afrikanske lande og i Sydasien.

## Grammatisk struktur

### Køn
De tre køn der fandtes i indoeuropæisk, maskulinum ("hankøn"), femininum ("hunkøn") og neutrum ("intetkøn"), bevaredes i alle ældre germanske sprog, men er i flere moderne germanske sprog erstattet af tokøns- eller etkønssystem.
Grammatisk køn (genus) må ikke forveksles med biologisk køn (sexus). At et ord er femininum, betyder ikke at det, det betegner, også er kvindeligt, og at en ting eller et væsen er kvindeligt, betyder ikke, at det automatisk også vil være femininum. Tysk das Mädchen, das Weib og dansk et fruentimmer betegner således kvindelige væsner. Dansk et barn er enten mandligt eller kvindeligt og kunne derfor passende være fælleskøn (som efterkommer), men det er neutrum.
Køn er det fænomen, at forskellige substantiver ("navneord") kræver forskellige former af de adjektiver ("tillægsord"), artikler ("kendeord") og pronominer ("stedord"), der lægger sig til dem eller henviser til dem. Ordene hytte og hus kræver således forskellige former af adjektiverne, hhv. stor og stort, af artiklerne hhv. en, -en og et, -et og af pronominerne hhv. den og det.
Et ords køn afhænger ikke af dets betydning, men er historisk bestemt. Bestemte afledninger har krævet et bestemt køn, og man har derfor holdt fast i det køn, uanset om senere sprogbrugere har kunnet gennemskue afledningen eller ej.
Engelsk har helt opgivet skellet mellem de tre køn (adjektiver, artikler og pronominer kun har én form), hvorimod dansk og svensk har indført et tokønssystem, idet maskulinum og femininum er slået sammen til fælleskøn ("genus commune").
En del danske dialekter skelner dog tre køn på den ene eller anden måde, typisk ved forskellige former af den bestemte og ubestemte artikel, f.eks. bornholmsk og sjællandsk eng fod, foding ~ en hånd, hånden. Det samme er tilfældet på norsk (undtagen riksmål): e(i)n fot, foten ~ ei hand, handa.
Nederlandsk skelner ikke mellem maskulinum og femininum ved artiklen, men derimod ved de pronominer, der refererer til substantiverne, f.eks. hij ("han") om de voet og zij ("hun") om de hand.
Man ser, at nederlandsk bruger de samme pronominer om levende væsner og ting, ligesom det også er på nynorsk (han om foten og ho om handi) og tysk (er om der Fuß og sie om die Hand), og de fleste indoeuropæiske sprog opfører sig faktisk på samme måde, f.eks. fransk il ("han") om le pied "fod", elle ("hun") om la jambe "ben", russisk on ("han") om pálec "finger", men oná ("hun") om ruká "hånd".
Engelsk og de fleste nordiske dialekter har derimod indført forskellige pronominer for mennesker (evt. kæledyr) på den ene side og andre væsner og ting på den anden: he, she ~ it og han, hun ~ den, det. Her gælder det altså, at de menneskelige pronominer markerer en forskel i biologisk køn, mens de ikke-menneskelige pronominer markerer en forskel i grammatisk køn.

### Artikel
Det indeuropæiske grundsprog havde ingen artikel, ligesom på mange af de senere sprog som latin og russisk (lat. domus og russ. dom = 'et hus' eller 'huset'), hvorimod klassisk græsk har en bestemt artikel, men ikke en ubestemt (oikíā = 'et hus' ~ hē oikíā = 'huset'). I den gotiske bibeloversættelse fra det 4. århundrede og i de tidlige nordiske runeindskrifter er der endnu hverken bestemt eller ubestemt artikel, men både i de tyske, engelske og nordiske middelaldertekster er den bestemte artikel blevet en fast bestanddel.
Der findes to måder at danne bestemte artikler i de germanske sprog: den foranstillede artikel og den efterhængte artikel.
De fleste nordgermanske dialekter har efterhængt artikel, f.eks. manden, huset. Der er sandsynligvis tale om et pronomen, der er smeltet sammen med ordet, dvs. olddansk *mannr inn 'mand den', *hūs itt 'hus det'. Det understøttes af de bestemte formers udtale, idet de har stød på dansk og accent 1 på norsk og svensk ligesom de oprindelige enstavelsesordene, f.eks. da. ånd’-en, sv. ánd-en over for da. ånde-n, sv. ànde-n.
De vestgermanske dialekter har alle en foranstillet artikel, og det drejer sig her om det gamle demonstrative pronomenet *þa- (= da. den), f.eks. ty. der Mann, das Haus, eng. the man, the house. På nederlandsk bruger man de i maskulinum og femininum, f.eks. de man, de vrouw, men het i neutrum, f.eks. het huis.
Hvor østjysk opfører sig ligesom de andre nordiske sprog, har de jyske dialekter vest for en linje omtrent mellem Horsens og Viborg en foranstillet artikel, æ uanset ordets køn. Det er muligvis en afsvækket form af det germanske *þa-. Der er næppe tale om et lån fra tysk eller engelsk, men om en selvstændig jysk udvikling.
Den ubestemte artikel er også en forholdsvis ny foreteelse. Det er, som man kan se i de fleste germanske sprog, egentlig talordet en. På engelsk er det blevet svækket til uigenkendelighed, a foran konsonanter og an foran vokaler.

### Talbøjning (numerus)
Indoeuropæisk bøjede substantiver og verber i tre tal: singularis ("ental"), dualis ("total") og pluralis ("flertal"). Dualis, der kendes fra sanskrit og oldgræsk, var stadig bevaret på gotisk og (i pronominerne) på oldnordisk, men er faldet bort i alle nutidige germanske sprog.

### Kasusbøjning
Indoeuropæisk havde haft otte kasus (nominativ, vokativ, akkusativ, genitiv, ablativ, dativ, lokativ og instrumentalis), men kun fire af disse bevaredes i germansk: nominativ, akkusativ, dativ og genitiv (gotisk havde også vokativ). Tysk, færøsk og islandsk har bevaret dette kasussystem indtil i dag.
De andre nordiske sprog, nederlandsk og engelsk skelner derimod kun mellem nominativ og genitiv; dog har pronominerne også akkusativ (fx ham, hende). Man kan dog diskutere, om genitiven på -s overhovedet er en kasus. Suffikset kan i hverdagssproget klæbes på andet end substantiver og endda på hele sætninger, jf. den herligt tvetydige sætning "vi kørte i manden der er gift med din søsters bil". De samme sprog har en særlig akkusativform af pronominerne, men det er en form, der i almindeligt talesprog kan stå, hvor egentlige kasussprog ville have nominativ, f.eks. det er os (ikke det er vi).

### Verbalbøjningen
Man rekonstruerer traditionelt en kompleks verbalbøjning for det indoeuropæiske grundsprog i lighed med, hvad man ser på klassisk græsk og i sanskrit: Alle verber skulle således have været bøjet i tiderne præsens, imperfektum, aorist, perfektum og futurum, i måderne indikativ, konjunktiv, optativ, imperativ, infinitiv og participium og i diateserne aktiv, medium og passiv. De finitte former bøjes desuden i tre personer og tre tal (singularis, dualis, pluralis). Ideelt set var der således 4 x 4 x 3 x 3 x 3 = 432 forskellige finitte former af et urindoeuropæisk verbum. Der er dog meget, der tyder på, at klassisk græsk og indoiransk repræsenterer det yderste stade i en udvikling, der nok var påbegyndt i den fællesindoeuropæiske fase, men endnu langt fra fuldendt.
Germansk har ikke bevaret eller udviklet en skelnen mellem aspekterne imperfektiv og aorist. Den græsk-indiske imperfektum har heller ikke efterladt sig spor i germansk, hvor præteritum udtrykkes af den form, der i disse sprog lever videre som perfektum. I de såkaldt svage verber er der indført en ny præteritumsform, der sandsynligvis går tilbage til en sammensætning med det germanske verbum *dō- 'gøre'.
Der er ingen spor af den indoeuropæiske konjunktiv på *-ē- (= græsk-indisk konjunktiv, latin futurum). Den indoeuropæiske optativ på *-oi- er bevaret som den germanske konjunktiv. De andre modi kendes ligeledes fra germansk: indikativ, imperativ, infinitiv, participium.
Medium er bevaret i gotisk, men de andre germanske dialekter har kun en særlig form for aktiv, idet passiv udtrykkes med omskrivninger i stil med han bliver slået, er wird geschlagen, he is beaten. Den særlige nordiske passiv på -s er opstået senere ved en sammensmeltning med pronomenet sig: hann kallar sik > hann kallask > han kaldes.

## Leksikalsk sammenligningstabel
| Engelsk | Skotsk | Afrikaans | Nederlandsk | Tysk       | Jiddisch      | Gutnisk | Islandsk      | Færøsk      | Svensk    | Dansk  |
| Apple   | Aiple  | Appel     | Appel       | Apfel      | עפּל (Epl)     | Aplus   | Epli          | Súrepli     | Äpple     | Æble   |
| Board   | Buird  | Bord      | Bord        | Brett      |               | Baúrd   | Borð          | Borð        | Bord      | Bræt   |
| Book    | Beuk   | Boek      | Boek        | Buch       | בוך (Buḫ)     | Bóka    | Bók           | Bók         | Bok       | Bog    |
| Breast  | Breest | Bors      | Borst       | Brust      | ברוסט (Brust) | Brusts  | Brjóst        | Bróst       | Bröst     | Bryst  |
| Brown   | Broun  | Bruin     | Bruin       | Braun      |               | Bruns   | Brúnn         | Brúnt       | Brun      | Brun   |
| Can     | Kan    | Kan       | Kan         | Kann       |               |         | Dos           | Dos         | Kan       | Kan    |
| Day     | Day    | Dag       | Dag         | Tag        | טאָג (Tog)     | Dags    | Dagur         | Dagur       | Dag       | Dag    |
| Die     | Dee    | Sterf     | Sterven     | Sterben    |               | Diwan   | Deyja         | Doyggja     | Dö        | Dø     |
| Has     | Has    | Heeft     | Heeft       | Hat        | גענוג (hat)   |         | Hefur         | Hefur       | Har       | Har    |
| Give    | Gie    | Gee       | Geven       | Geben      | געבן (Gebn)   | Giban   | Gefa          | Geva        | Giva/Ge   | Give   |
| Glass   | Gless  | Glas      | Glas        | Glas       | גלאָז (Gloz)   |         | Gler          | Glas        | Glas      | Glas   |
| Gold    | Gowd   | Goud      | Goud        | Gold       | גאָלד (Gold)   | Gulþ    | Gull          | Gull        | Guld      | Guld   |
| Hand    | Haund  | Hand      | Hand        | Hand       | האַנט (Hant)   | Handus  | Hönd          | Hond        | Hand      | Hånd   |
| Head    | Heid   | Kop       | Hoofd/Kop   | Haupt/Kopf | קאָפּ (Kop)     | Háubiþ  | Höfuð         | Høvd/Høvur  | Huvud     | Hoved  |
| High    | Heich  | Hoog      | Hoog        | Hoch       | הױך (Hoyḫ)    | Háuh    | Hár           | Høg/ur      | Hög       | Høj    |
| Home    | Hame   | Huis      | Thuis       | Heim       | הײם (Heym)    | Háimóþ  | Heim          | Heim        | Hem       | Hjem   |
| Hook    | Heuk   | Haak      | Haak        | Haken      |               |         | Krókur        | Haken       | Hake      | Hage   |
| House   | Hoose  | Huis      | Huis        | Haus       | הױז (Hoyz)    | Hús     | Hús           | Hús         | Hus       | Hus    |
| Many    | Mony   | Menige    | Menig       | Mehrere    |               | Manags  | Margir        | Nógv        | Många     | Mange  |
| Moon    | Muin   | Maan      | Maan        | Mond       |               | Ména    | Tungl         | Máni        | Måne      | Måne   |
| Night   | Nicht  | Nag       | Nacht       | Nacht      | נאַכט (Naḫt)   | Nahts   | Nótt          | Nátt        | Natt      | Nat    |
| No      | Nae    | Nee       | Nee         | Nein/Nö    | נײן (Neyn)    | Né      | Nei           | Nei         | Nej       | Nej    |
| Old     | Auld   | Oud       | Oud         | Alt        | אַלט (Alt)     | Sineigs | Gamall        | Gamal/Gomul | Gammal    | Gammel |
| One     | Ane    | Een       | Een         | Eins       | אײן (Eyn)     | Áins    | Einn          | Ein         | En/ett    | En     |
| Ounce   | Unce   | Ons       | Ons         | Unze       |               |         | Únsa          |             | Uns       | Unse   |
| Snow    | Snaw   | Sneeu     | Sneeuw      | Schnee     | שנײ (Šney)    | Snáiws  | Snjór         | Kavi        | Snö       | Sne    |
| Stone   | Stane  | Steen     | Steen       | Stein      | שטײן (Šteyn)  | Stáins  | Steinn        | Steinur     | Sten      | Sten   |
| That    | That   | Dit       | Dat         | Das        | דאָס (Dos)     | Þata    | Þetta         | Hatta       | Det       | Det    |
| Two     | Twa    | Twee      | Twee        | Zwei/Zwo   | צװײ (Ẓvey)    | Twái    | Tveir         | Tveir       | Två       | To     |
| Who     | Wha    | Wie       | Wie         | Wer        | װער (Ver)     | Has     | Hver          | Hvør        | Vem       | Hvem   |
| Worm    | Wirm   | Wurm      | Worm        | Wurm       | װאָרעם (Vorem) | Maþa    | Maðkur, Ormur | Ormur       | Mask, Orm | Orm    |

## Oversigt over germanske sprog
- Vestgermansk
  - Højtysk
    - Moderne tysk (Hochdeutsch)
    - Mellemtysk
      - Østmellemtysk
        - Obersächsisch
        - Nordobersächsisch
        - Hochpreußisch
        - Thüringisch
        - Schlesisch

      - Letzeburgsk
      - Vestmellemtysk
        - Ripuarisk
        - Moselfrankisk
        - Rhinfrankisk
        - Nordhessisch
        - Osthessisch
        - Mittelhessisch
        - Pennsylvania Dutch (talt af Amish-folket og andre grupper i Pennsylvania)

    - Øvretysk (Oberdeutsch – ikke det samme som højtysk/hochdeutsch)
      - Alemannisk
        - Svabisk
        - Mittelalemannisch
        - Niederalemannisch
        - Hochalemannisch
        - Höchstalemannisch

      - Østfrankisk
      - Bayrisk/Østrigsk
        - Nordbairisch
        - Mittelbairisch
        - Südbairisch
          - Tyrolsk

      - Langobardisk (uddødt)

  - Nedertysk
    - Nederlandsk (hollandsk og flamsk)
      - Afrikaans

    - Plattysk (lavtysk)
      - Nordnedertysk
      - Vestfalisk
      - Østfalisk
      - Niederpreußisch
      - Ostpommersch
      - Mittelpommersch
      - Mecklenburgisch-Vorpommersch
      - Brandenburgisch

  - Frisisk
    - Vestfrisisk
    - Østfrisisk
    - Nordfrisisk

  - Angelsaksiske sprog
    - Engelsk (fra angelsaksisk, med senere indflydelse fra fransk)
    - Skotsk
- Østgermansk (fra gotisk):
  - Krimgotisk † (i 1800-tallet)
  - Vandalisk †
  - Burgundisk †
- Nordgermansk:
  - Urnordisk †
    - Norrønt †
      - Vestnordisk
        - Islandsk
        - Færøsk
        - Norn † (sprog på Shetlandsøerne og Orkneyøerne)
        - Norsk (sprog)
          - Nordnorsk
          - Trøndsk
          - Midtlandsk
          - Vestlandsk
          - Østlandsk
          - Nynorsk (i nogen grad fordansket)
          - Norsk (bokmål) (stærkt, men aftagende fordansket)

      - Østnordisk
        - Dansk
          - Vestdansk (sønderjysk, vestjysk, østjysk, nordjysk)
          - Ømål (fynsk, sjællandsk)
            - Rigsdansk

          - Østdansk
            - Bornholmsk
            - Skånsk (tiltagende forsvensket) (betragtes af svenske lingvister som en svensk dialekt)

        - Svensk
          - Götamål
          - Østsvensk (finlandsvensk)
          - Sveamål
            - Rikssvenska

          - Nordlandsk
          - Nordsvensk

        - Ælvdalsk (betragtes af nogle lingvister som en svensk dialekt)

      - Gammelgutnisk †
        - Gutnisk (betragtes af nogle lingvister som en svensk dialekt)